# Jeffrey DeMunn
Jeffrey DeMunn (født 25. april 1947 i Buffalo (New York), USA) er en amerikansk skuespiller. Han er måske bedst kendt for sin rolle som Harry Terwilliger i Den Grønne Mil fra (1999).